# Армін Ціммерманн
Армін Ціммерманн (нім. Armin Zimmermann; 23 грудня 1917, Блуменау — 30 листопада 1976, Бонн) — німецький офіцер, корветтен-капітан крігсмаріне, адмірал бундесмаріне. Кавалер Німецького хреста в золоті.

## Біографія
В квітні 1937 року вступив у крігсмаріне. На початку Другої світової війни служив мічманом у з'єднанні тральщиків. Навесні 1940 року призначений командиром R-катера, в 1942 році — тральщика. Після нетривалого навчання у військово-морській академії очолив 46-ту флотилію тральщиків, ставши наймолодшим командиром флотилії. Зіграв важливу роль у підготовці Гранвільського рейду.
В кінці війни потрапив у британський полон, служив у німецькій комісії розмінування комендантом, командиром флотилії і офіцером зв'язку британського штабу, брав участь у розмінуванні німецького узбережжя. В 1947 році звільнений. На початку 1948 року вступив у Асоціацію розмінування в Куксгафені, після розпуску якої в 1951 році став керівником групи експертів з питань мін Королівського флоту. 
В 1956 році вступив у бундесмаріне, займав різні посади: військово-морський аташе в Лондоні, командир ескадри тральщиків, командувач ВМС Північного моря, командувач флотом і співробітник Федерального міністерства оборони. 1 квітня 1972 року став першим генерал-інспектором бундесверу. В червні 1976 року отримав важку черепно-мозкову травму внаслідок втрати свідомості, спричиненої наслідками отриманого на війні поранення. Помер від наслідків травми.

## Нагороди
- Залізний хрест 2-го і 1-го класу
- Німецький хрест в золоті
- Нагрудний знак мінних тральщиків
- Нагрудний знак «За поранення» в сріблі
- Орден «За заслуги перед Італійською Республікою», великий офіцерський хрест
- Орден «За заслуги перед Федеративною Республікою Німеччина», великий хрест із зіркою і плечовою стрічкою